# Turbonilla ilfa
Turbonilla ilfa är en snäckart som beskrevs av Bartsch 1927. Turbonilla ilfa ingår i släktet Turbonilla och familjen Pyramidellidae. Inga underarter finns listade i Catalogue of Life.